# El desafiament
El desafiament (títol original: By the Sword) és una pel·lícula estatunidenca de Jeremy Kagan estrenada l'any 1991. Ha estat doblada al català.

## Argument
Esgrimista emèrit, Alexandre Villard s'ha retirat invicte, a la cimera de la seva glòria. Dirigeix a Nova York una sala d'armes fins al dia que desembarca un nou professor, l'enigmàtic Maximilian Suba. Villard descobreix ràpidament que Suba no és el que pretén i que podria tenir un enllaç amb l'homicidi del seu pare.

## Repartiment
- F. Murray Abraham: Maximilian Suba
- Eric Roberts: Alexandre Villard
- Mia Sara: Erin Clavelli
- Christopher Rydell: Jim Trebor